# Friz Freleng
Isadore "Friz" Freleng (Kansas City, Missouri, 1905. augusztus 21. – Los Angeles, Kalifornia, 1995. május 26.) amerikai animátor, rajzfilmes, filmrendező és producer, legismertebb munkái a (hazánkban Bolondos dallamokként ismert) két Warner Brothers-sorozat, a Looney Tunes és a Merrie Melodies. Ő alkotta és/vagy gondozta a stúdió leghíresebb rajzfilmsztárjait, mint Tapsi Hapsit, Cucu Malacot, Csőrikét, Szilvesztert, Handa Bandit (akit állítólag magáról mintázott) és Speedy Gonzales-t. Mint a Warner Termite Terrace-stúdiójának vezető rendezője, Freleng több filmet készített, mint bármelyik másik rendező (összesen 266-ot), s ő gyűjtötte be a legtöbb díjat is a stúdióban (többek közt négy Oscar-díjat). Miután a Warner rajzfilmstúdió 1963-ban bezárt, Freleng üzlettársával, David DePatie-vel megalapította a Depatie-Freleng Enterprises-t, hogy rajzfilmsorozatokat (például a Rózsaszín párducot), mozifilmek bevezetőit és szombat reggeli tv-rajzfilmeket gyártsanak a nyolcvanas években. Beceneve, a "Friz" onnan van, hogy a haja egyszer nagyon begöndörödött (göndör = frizzly).

## Korai évek
Freleng a Missouri állambeli Kansas City-ben született, az animációval pedig a United Film Ad Service-nél került először kapcsolatba. Ekkor ismerkedett meg Hugh Harman és Ub Iwerks animátorokkal. 1923-ban Iwerks barátja, Walt Disney Hollywoodba tette át székhelyét, s a Kansas City-beli kollégáit is elhívta. Freleng csak 1927-ben érkezett Kaliforniába, ahol a Disney stúdióban dolgozott Iwerks, Harman, Carmen Maxwell és Rudolph Ising oldalán. Itt az Alice Comedies és az Oswald the Lucky Rabbit rajzfilmeken dolgozott Margaret Winkler és Charles Mintz számára.
Freleng később összeállt Harmannel és Isinggal, hogy megalapítsák saját stúdiójukat. A trió el is készített egy pilotepizódot új, Mickey egér-szerű figurájukkal, Bosko-val. Freleng ezután New Yorkba ment, hogy Mintznél dolgozzon a Krazy Kat sorozaton, miközben a Harman-Ising Bosko-filmjével házalt. A rajzfilmet végül Leon Schlesinger vásárolta meg, aki hamarosan összeállt Harmannel és Isinggal, hogy elindítsa Bosko főszereplésével a Looney Tunes-t a Warner Bros. számára. Freleng visszatért Kaliforniába a Harman/Ising pároshoz.

## Freleng mint rendező

### Kora Schlesinger rajzfilmek
Harman és Ising költségvetéssel kapcsolatos vitáik miatt elhagyták Schlesingert 1933-ban. Schlesingernél nem maradt más rendező, ezért magáhozcsábította az ekkor Harman/Isingos Frelenget, hogy feljavítsa a Tom Palmer által rendezett filmeket, amiket a Warner Bros. visszadobott. A fiatal animátor Schlesinger elsőszámú rendezője lett, s megalkotta a stúdió első Bosko utáni sztárját, Cucu Malacot az 1935-ös I Haven't Got a Hat című film számára. Ezt a művet az animációs jellemábrázolás mérföldkövének tartják. Cucu jellegzetes figura, ellentétben Boskoval vagy az utána következő Buddy-val.

### MGM
1937-ben Freleng elhagyta Schlesingert, mert az új MGM-rajzfilmstúdió (Fred Quimby vezetésével) magasabb bért ajánlott neki. Freleng nem szeretett a The Captain and the Kids című képregény-adaptáción dolgozni. A sorozat meg is bukott, ahogy azt Freleng előre megjósolta – a széria hiába bírt részletgazdag animációval, a figurák egyszerűen nem fértek bele a "vicces állatos" rajzfilmek korszakába.

### Visszatérés Schlesingerhez
Freleng boldogan tért vissza a Warner Brothershez, miután szerződése 1939 végén lejárt. Az egyik első Looney Tunes filmje ebből a korszakából a You Ought to Be in Pictures, amiben az animált figurák (Cucu Malac és Dodó Kacsa) a Warner Brothers stúdió élőszereplős helyszínein kalandoznak többek közt Michael Maltese író és maga Leon Schlesinger (akik önmagukat alakítják) társaságában. A történet szerint Dodó Kacsa megtréfálja Cucut, hogy bontsa fel szerződését Schlesingerrel, hogy ezután mozifilmekben játszhasson. Ez némileg utalás Freleng egykori távozására.

### Rendezések
Schlesinger a stúdió összes tagjának szabadkezet adott, így Freleng és a többi rendező szinte teljes kreatív szabadságot élvezhettek kísérletezéseikhez, s így a stúdió lépést tarthatott Disney-ék technikai fejlettségével. Freleng stílusa hamar kiforott, s a rajzfilm-dinamika mesterévé vált. Gyakran dolgozott Hawley Pratt grafikussal, aki több klasszikus karaktert alkotott vagy reformált meg, mint Yosemite Samet (Handa Bandi) 1945-ben, a macska-madár párost, Szilvesztert és Csőrikét 1947-ben és Speedy Gonzales-t 1955-ben.
Freleng és Chuck Jones uralták a Warner Bros.-t a második világháború utáni években. Freleng a fent említett karaktereken kívül Tapsi Hapsit is rendezte ekkoriban. Emellett korai zenés rajzfilmjeit remakeelte: The Three Little Bops (1957), Pizzicato Pussycat (1955). Freleng ekkoriban nyerte négy Oscarját a Tweetie Pie-ért (1947), a Speedy Gonzales-ért (1955), a Knighty Knight Bugs-ért (1958) és a Birds Anonymus-ért (1957), más Freleng-filmek-et, mint a Sandy Claws (1955), a Mexicali Shmoes (1959), a Mouse and Garden (1960) és a The Pied Piper of Guadalupe pedig jelöltek.
Freleng gyakran felbukkan belső poénként a Warner rajzfilmeken, például sűrűn láthatunk "Friz" feliratú dolgokat a Canary Row-ban és "Frizby a varázsló" a High Diving Hare-ben, akit Tapsi Hapsi alakít.

### DePatie-Freleng Enterprises
Miután a Warner stúdió bezárt 1963-ban, Freleng bérbevette korábbi munkahelyét, s új vállalkozásba fogott Dave DePatie producerrel (ő volt az utolsó hivatalos Warner-rajzfilmproducer is). Így kezdődött a DePatie-Freleng Enterprises története. Mikor a Warner újra megnyitotta rajzfilmes divízióját 1964-ben, a dolog csak névleges volt; a DePatie-Freleng gyártotta a rajzfilmeket 1966-ig.
Bár Freleng Warner-utáni művei gyengébb minőségűek voltak korábbi filmjeinél, a DePatie-Freleng stúdió megalkotta emblematikus figuráját a Rózsaszín párducot. A stúdiót felkérték 1963-ban, hogy készítsenek egy animált bevezetőt a Rózsaszín párduc című filmhez, így Hawley Pratt és Freleng összeülltek, és megalkották az ismert karaktert. A figura annyira népszerű lett, hogy a forgalmazó United Artists felkérte Frelengéket, hogy indítsanak vele egy önálló rövidfilmet a The Pink Phinket (1964).
A The Pink Phink Oscar-díjat kapott 1965-ben, s ezt követően Freleng és Depatie egy egész sorozatot szentelt a figurának. Később további eredeti rajzfilmek készültek, mint a The Inspector, a The Ant and the Aardvark és a Hoot Kloot. 1969-ben indult a The Pink Panther Show, egy szombat reggeli műsor az NBC-n. Ez és a többi eredeti DePatie-Freleng sorozat a nyolcvanas évekig adásban maradt, miközben újabb szériák is készültek a televízió és a United Artists számára.
A DePatie-Freleng stúdió készítette a Frito-Lay számára Chester, a gepárd figuráját is, a Food Network-ös Deep Fried Treats Unwrapped című műsor részére, illetve az I Dream of Jeannie című film kiszínezett bevezetőjét is ők csinálták.
1967-től a DePatie/Freleng San Fernando-völgybe költözött. Stúdiójuk Van Nuys-ban a Hayvenhurst Avenue-n volt. Ekkor készült első sorozatok Bing Crosby és családja szereplésével, a Goldilocks, aminek zenéjét a Sherman-testvérek szerezték. Új helyükön újabb rajzfilmeket készítettek 1980 után, majd a DePatie-Frelenget eladták a Marvel Comicsnak, akik átnevezték Marver Productions-re.

## Utolsó évei
Freleng később kiemelt produceri státuszt töltött be három nyolcvanas évekbeli Looney Tunes válogatásfilmnél, ahol a klasszikus rövidfilmeket új animációs jelenetek kötötték össze: The Looney Looney Looney Bugs Bunny Movie (1981), Bugs Bunny's 3rd Movie: 1001 Rabbit Tales (1982), Daffy Duck's Movie: Fantastic Island (1983).

### Halála
1995. május 26-án hunyt el, természetes körülmények következtében, 89 évesen. A Warner Brothers az ő emlékének ajánlotta a Sylvester and Tweety Mysteries-t.